# James Lind
James Lind (Edimburgo, 4 ottobre 1716 – Gosport, 13 luglio 1794) è stato un medico scozzese.

## Biografia
Membro della Royal Navy dal 1739 al 1748, medico al Royal Naval Hospital di Haslar dal 1758 al 1783 e studioso di igiene navale e medicina preventiva nel Regno Unito, promosse il consumo di agrumi e vegetali freschi per prevenire e guarire lo scorbuto. La sua scoperta fu ignorata per circa quarant'anni. Fu uno dei più importanti pionieri sia nella medicina tropicale sia in quella preventiva. Le sue scoperte mediche hanno influenzato il corso della storia durante i periodi critici delle guerre napoleoniche.

## Famiglia
James Lind nacque il 4 ottobre 1716 a Edimburgo, in Scozia. La sua era un'agiata famiglia dell'alta borghesia scozzese. Suo padre, anch'egli di nome James Lind, era un facoltoso commerciante. Costui, dopo un periodo trascorso in Polonia, tornò in Scozia trasferendosi a Edimburgo, dove sposò Margaret Smelum, da cui ebbe anche un altro figlio nel 1719, John Lind. La famiglia aveva inoltre importanti parentele nel campo medico. Un fratello della Sig.ra Smelum, dottor J. Smelum, fu Fellow del College of Physicians di Edimburgo nel 1694 e suo Tesoriere nel 1704. Un altro cugino, di nome James Lind, fu medico del casato di Giorgio III, un Fellow della Royal Society e una persona ben vista nella società londinese dei tardi anni del Settecento. Percy Bysshe Shelley lo conobbe quando era uno studente all'Eton College e dichiarò di amarlo come un padre.

## Primi anni di vita
Si conosce poco riguardo ai primi anni di vita di James Lind. Egli frequentò il liceo a Edimburgo, dove ottenne un'educazione classica, per cui egli ebbe una buona conoscenza del latino, allora la lingua universale delle professioni intellettuali, e del greco antico. Non si conoscono le circostanze che portarono alla sua scelta della professione medica. È naturale supporre che la vicinanza dello zio Dr. Smelum abbia influenzato la sua decisione. Fu apprendista presso un noto medico di Edimburgo, George Langlands, alla fine del 1731. Non si sa molto della vita di Lind durante gli anni che vanno dall'inizio dell'apprendistato fino al suo ingresso nella Royal Navy. Dai suoi lavori, pare che egli fosse uno studente diligente e preparato. Nel 1748 Lind riceve la sua laurea in medicina dall'Università di Edimburgo con la tesi "De Morbis Venereis Localibus", che non è mai stata tradotta in lingua inglese. Nel 1750 Fu eletto membro del Royal College of Physicians of Edinburgh.

## Servizio in mare
Lind entrò nella Royal Navy nel 1739. All'epoca era piuttosto comune per un giovane medico prestare servizio nella marina o nell'esercito per fare esperienza sul campo. In quello stesso anno scoppiò inoltre la guerra tra Spagna e Inghilterra, quindi il suo arruolamento fu probabilmente dovuto anche a motivi patriottici. A quel tempo i chirurghi e i medici navali occupavano una posizione ambigua nella gerarchia militare: erano definiti "ufficiali civili". Questo gruppo includeva anche cappellani e maestri di scuola. I doveri di chirurgo nella giornata di Lind erano quelli di visitare i malati due volte al giorno, o più volte se in gravi condizioni, e di tenere informati gli ufficiali a comando sul loro stato di salute.
Solitamente uno o due ragazzi aiutavano il chirurgo specialmente nelle operazioni più cruente, come quella dell'amputazione. Un curioso requisito di un buon medico navale dell'epoca, era quello di essere in grado di insegnare l'utilizzo del laccio emostatico agli ufficiali.
La nave su cui Lind servì nel Mediterraneo e nel Canale della Manica si chiamava The Salisbury.
James Lind fu un esperto di malattie veneree e accrebbe la sua conoscenza al riguardo grazie al suo servizio in mare. Infatti le prostitute erano numerose nei porti inglesi frequentati dai marinai. Erano frequentissimi i casi di malattie veneree, la cui cura però non era pagata dalla Royal Navy. Così, i marinai erano costretti a pagare ai medici navali una tassa detta venereal fee per ricevere le cure del caso. In seguito il pagamento di questa tassa venne garantito dal governo e di solito ammontava a quindici scellini per ogni caso.
James Lind elaborò delle norme di igiene e di prevenzione dovute sia alle malsane condizioni in cui versavano le flotte, sia al contagio da parte dei marinai di malattie tropicali contratte durante i viaggi verso l'America e le Indie Orientali.
Un lungo viaggio in mare richiedeva il trasporto di una considerevole quantità d'acqua. Dal momento che questo avveniva prima dei giorni della distillazione, l'acqua dolce veniva conservata in botti che non erano adatte a questo utilizzo, portando alla comparsa di patologie dovute alla cattiva conservazione dell'acqua. L'acqua ottenuta da fonti infette portava spesso a dissenteria e febbre tifoidea a bordo delle navi. Questa, quando conservata per molto tempo, specialmente in climi caldi, aveva un cattivo odore e sapore.
Inoltre la dieta dei marinai aveva un contenuto calorico adeguato (circa 4000 calorie) ma era estremamente deficiente in vitamina C, in quanto non solo non era nota l'esistenza delle vitamine e dei loro benefici essenziali per il corpo, ma inoltre gli alimenti che ne erano ricchi non potevano essere trasportati in quanto non conservabili con i vecchi metodi di conservazione.

## Sintomi e cause dello scorbuto
Lo scorbuto è una malattia dovuta alla mancanza di vitamina C. Questa vitamina si trova in una certa misura in tutti gli alimenti freschi. La fonte più ricca è la frutta fresca. Il corpo non è in grado di conservare vitamina C in quanto è una vitamina idrosolubile. Diverse cause poi contribuiscono a peggiorare il decorso della malattia: l'esposizione al freddo e all'umido, la fatica, la mancanza di sonno, tutte circostanze molto frequenti nella vita di mare che aumentano l'incidenza e la seriosità del morbo.
I sintomi della scorbuto sono molto forti e caratteristici. L'attacco della malattia avviene di solito con debolezza e stanchezza. Questo viene seguito da gonfiore alle gambe e alle braccia, rammollimento delle gengive ed emorragie. Sanguinamento dal naso e dalle gengive sono le caratteristiche principali, e queste sono seguite da emorragie sotto pelle, producendo le tipiche ecchimosi. Non è infrequente la caduta dei denti e respiro affannoso. La morte solitamente avviene per acute infezioni come la polmonite dovute allo stato di forte debilitazione.
Nel periodo elisabettiano le cure prevedevano birra, nella quale veniva cucinata la pianta di Crescione, e carne fresca, ribes, uva passa, succo d'uva e pane fresco. Diverse piante venivano identificate "erba dello scorbuto" da molti scrittori, ad esempio quelle del genere Cochlearia.
Lo scorbuto fu principalmente una malattia del mare, ma fu osservata anche sulla terraferma in certe condizioni. Così nel Medio-Evo fu contratta in alcune grandi città dove la mancanza di buone vie di comunicazione non permetteva l'approvvigionamento di cibo fresco. In Inghilterra, quella che veniva chiamata la "Malattia di Londra", era con molta probabilità proprio lo scorbuto. È comunque nel mare che lo scorbuto ha avuto l'impatto più devastante. È impossibile stabilire quanti morti abbia causato. Tuttavia Sir John Hawkins sostenne che nel periodo elisabettiano uccise diecimila uomini sulle sole navi inglesi. Un male così diffuso e universale, la causa di così tanta sofferenza e morte, che rendeva difficili tutte le operazioni navali, ha naturalmente ricevuto grande attenzione sia da medici che da statisti. La sua prevenzione e il suo trattamento sono stati soggetto di grandi sforzi. Non esistevano metodi per conservare il cibo eccetto l'essiccamento, la salatura e l'affumicatura, i quali distruggono le vitamine presenti nei cibi. È interessante il fatto che lo scorbuto era relativamente raro tra i balenieri olandesi e in genere sulle navi olandesi grazie all'uso di crauti, uno dei pochi cibi salati che conservano una certa quantità di vitamina C.
Anche la miopia e la parsimonia dei vertici del governo inglese giocarono una parte importante e ci fu la tendenza a non acquistare un alimento così economico e facilmente conservabile come le cipolle secche, pur essendo già allora risaputo essere di grande aiuto nella prevenzione della malattia. Inoltre venivano acquistate grandi quantità di arance e limoni da Spagna, Portogallo e Italia, ed era noto a molti che l'uso di questi frutti preveniva lo scorbuto. Tuttavia, solo un'esigua quantità veniva destinata alle navi.

## Prime scoperte per la prevenzione dello scorbuto
Forse l'esempio più lampante delle prime scoperte riguardo alla prevenzione dello scorbuto fu il primo viaggio verso le Indie Orientali della flotta inviata dalla nuova Compagnia delle Indie Orientali nel 1605. Questa flotta era formata da quattro navi: la Dragon, l'ammiraglia, era sotto il comando del Capitano James Lancaster. Quando la flotta arrivò a Capo di Buona Speranza, tutte le ciurme eccetto quella della Dragon erano falcidiate dallo scorbuto. L'ammiraglia non subì la stessa sorte grazie all'uso del succo di limone che il capitano Lancaster aveva portato in mare in bottiglie, dandone tre cucchiaini ogni mattina a ogni uomo che mostrava i minimi segni di scorbuto. È quasi certo che John Woodall, il Capo Medico della Compagnia delle Indie Orientali, scrisse il libro The Surgeon's Mate, dove raccomandava fortemente l'uso del succo di limone come trattamento dello scorbuto, in base all'esperienza di Lancaster.
Prima dei tempi di Lind, più di ottanta libri e articoli sono stati scritti sullo scorbuto, e in molti di essi l'uso di frutti acidi o i loro succhi era raccomandato. Soloman Albert nel 1608 menziona il succo d'arancia; Felix Plater raccomanda le arance; nel 1674 de la Böe, professore di medicina a Leida, disse che le arance curassero lo scorbuto.

## Esperimento di Lind
Il vero merito di Lind fu quello di aver inventato un metodo di verifica efficace per la valutazione clinica delle cure.
Fu il 25 maggio del 1747 che Lind, allora un medico della nave Salisbury, condusse un esperimento che dimostrò senza dubbio che succo d'arancia o di limone erano un trattamento specifico per lo scorbuto e che il suo uso avrebbe curato e prevenuto questa malattia. Questo è il classico esperimento spiegato con le stesse parole di Lind:
(Da A Treatise of the Scurvy)
Adesso nota gli effetti di questi differenti rimedi:
Dopo le arance, osservai che il sidro otteneva i migliori effetti. In verità non è stato completamente efficace. In ogni caso, chi lo ha assunto, era in via di guarigione meglio degli altri che assumevano altri cibi entro quindici giorni, che era il tempo che durarono queste cure differenti, salvo le arance. La putrefazione delle loro gengive, ma specialmente la loro stanchezza e debolezza, erano in qualche modo diminuite, e il loro appetito aumentò.»
(Da A Treatise of the Scurvy)
Dopo aver verificato l'effettiva efficacia degli agrumi, Lind concentrò i suoi studi riguardo alla conservazione di essi e del loro succo.
Dopo l'introduzione del succo di limone nella marina, il suo utilizzo fu esteso anche alla flotta mercantile. Siccome il piccolo e verde lime cresceva molto bene nelle Indie Occidentali, la razione di succo di limone veniva spesso sostituita con succo di lime.

## Norme di prevenzione navale
Lind sapeva bene che lo scorbuto era solo uno dei tanti problemi che si potevano riscontrare sulle navi. Consapevole dell'importanza di divulgare una serie di norme igieniche atte a prevenire certe malattie e disagi, pubblicò nel 1757 il suo secondo libro, An Essay on the Most Effectual Means of Preserving the Health of Seamen in the Royal Navy. Egli fu il primo a raccomandare le misure igieniche adesso universalmente adottate in tutte le navi. Consigliò un'accurata visita medica alle reclute, che dovevano superare severi test clinici ed essere dotate di nuovi vestiti forniti direttamente dal governo prima di essere ammesse a bordo. Tutto ciò portò la marina inglese e successivamente anche quelle di altri paesi all'adozione di uniformi.
Lind sottolineò inoltre l'importanza di avere a bordo ambienti puliti, ben arieggiati e non affollati.

## Un pioniere nella medicina tropicale
L'interesse nella medicina tropicale in Inghilterra a quel tempo era dovuta principalmente a due ragioni. Innanzitutto i contatti con le Indie Occidentali e Centrali e il Sud America furono considerevoli durante le varie guerre nella prima parte del Diciottesimo Secolo. In seguito, le rotte commerciali e la tratta degli schiavi che faceva tappa in Africa, esponeva naturalmente gli uomini a malattie precedentemente sconosciute. Il suo terzo libro Colloquies on the Drugs of India, segue lo stesso stile dei suoi precedenti libri: Lind annota con proprie osservazioni e registra accuratamente i casi clinici interessanti. La parte più importante del libro è quella che comprende le raccomandazioni riguardo alle febbri tropicali, soprattutto la malaria. Egli ovviamente non sapeva che essa venisse trasmessa da insetti, però ebbe l'intuizione che le navi dovessero essere ben ormeggiate in mare aperto e che l'acqua, luogo dove si riproducono le zanzare, inviata sulla spiaggia per le varie esplorazioni del giorno, doveva essere portata di nuovo sulla nave prima del tramonto. Egli intuì la relazione tra luoghi putridi e marci e le febbri tropicali. Infatti raccomandò agli europei di vivere in posti elevati lontani da stagni e acqua stagnante, tenere finestre e porte che davano sull'acqua ben chiuse, e l'uso di fumo. Raccomandava anche l'utilizzo di tabacco, senza sapere però che in realtà il fumo è un repellente per insetti.

## Morte
Dopo aver lavorato all'ospedale di Haslar dal 1758 al 1783, Lind morì nel 1794 a Gosport.

## Opere
- Lind James, De Morbis Venereis Localibus. 1 p. 1., 17 pp. sm. 4°. Edimburgi, 1748.
- Lind James (1753). A treatise of the scurvy. In three parts. Containing an inquiry into the nature, causes and cure, of that disease. Together with a critical and chronological view of what has been published on the subject. Edinburgh: Printed by Sands, Murray and Cochran for A Kincaid and A Donaldson.
- Lind James (1768): An Essay on Diseases Incidental to Europeans in Hot climates. 5 p., 1., 348 pp., 4 1. 8°. London, T. Becket & P. A. De Hondt.